# Rosema meridionalis
Rosema meridionalis är en fjärilsart som beskrevs av Max Wilhelm Karl Draudt 1934. Rosema meridionalis ingår i släktet Rosema och familjen tandspinnare. Inga underarter finns listade.